# Eustachy (patriarcha Jerozolimy)
Eustachy – dziewiąty patriarcha Jerozolimy; sprawował urząd w latach 552–564.